# Корнев, Валентин Михайлович
Валенти́н Миха́йлович Ко́рнев (29 августа 1942, Ярославль, РСФСР, СССР - 19 ноября 2016, Россия) —  советский спортсмен, многократный чемпион мира, Европы и СССР по пулевой стрельбе из винтовки. Серебряный призёр летних Олимпийских игр 1968 год в Мехико. Заслуженный мастер спорта СССР (1969), заслуженный тренер России.

## Биография
Учась в Ярославском автомеханическом техникуме, начал спортивную карьеру в 14 лет «за компанию» с однокурсником Павлом Соловьёвым. Сначала занимался спортивным пятиборьем, затем перешёл в пулевую стрельбу. Первыми его тренерами были А. Я. Дыбин и А. С. Карелов.
Валентин Корнев первым в сборной СССР по пулевой стрельбе оценил важность общей физической подготовки для преодоления последствий вынужденной малоподвижности и многократных задержек дыхания. В качестве новаторской методики предложил включить в тренировку ежедневный 40-минутный бег трусцой, перед соревнованиями пробежки сокращались, а за 2—3 дня исключались вовсе. После проверки нововведения на нём самом, физическую подготовку в тренировки включили и остальные члены сборной.
В течение 27 лет являлся военнослужащим, майор в отставке.
После окончания карьеры спортсмена работал в качестве старшего преподавателя кафедры физической подготовки Ярославского высшего зенитного ракетного училища ПВО, затем был приглашён на тренерскую работу в сборную страны. В течение 10 лет являлся старшим тренером женской сборной команды СССР, подготовил 4 чемпиона СССР, мира и Европы. После увольнения в запас занимал должность тренера по пулевой стрельбе в спортивном клубе «Ярославец». Затем некоторое время трудился не по своей специальности — работал в отделе снабжения хабаровской артели по добыче золота.В последнее время тренировал юниоров в СДЮШОР № 1 города Ярославля.
За свою спортивную карьеру Валентин Михайлович Корнев завоевал 257 высоких спортивных наград.

## Достижения
- серебряный призёр XIX Олимпийских игр
- 7-кратный чемпион мира
- 12-кратный серебряный призёр Чемпионатов мира
- бронзовый призёр Чемпионата мира (1970)
- 8-кратный чемпион Европы (1965, 1969, 1972)
- 4-кратный серебряный призёр Чемпионатов Европы (1965, 1969)
- 3-кратный бронзовый призёр Чемпионатов Европы (1965, 1971)
- 38-кратный чемпион СССР (1966—1976)
- 14-кратный серебряный призёр Чемпионатов СССР
- 6-кратный бронзовый призёр Чемпионатов СССР
- 5-кратный рекордсмен мира
- 8-кратный рекордсмен Европы
- 14-кратный рекордсмен СССР